# 毛の王国
毛の王国（けのおうこく）は、漫画『ボボボーボ・ボーボボ』に登場する架空の国。

## 毛の王国
主人公ボボボーボ・ボーボボの出身国。住民は毛根に顔がある1本の毛であるが、人間に外見がよく似た「人間タイプ」と呼ばれる者も何人かいる。ただし、ボーボボのように身体をある程度自由に変形できたりするため、あくまでも人間とは身体構造が違う生き物である。
毛の王国は、100年前、ツル・ツルリーナ3世が率いる3世世代のマルハーゲ帝国の侵略に抵抗していた最大勢力だった。ただし、シゲキ帝国が最後まで抵抗していた国とされるため、それよりは前に征服された模様。その後、20年以上前にツル・ツルリーナ4世が率いる4世世代のマルハーゲ帝国が毛狩りを再開し圧政を始めたことから、毛の平和を守るために抵抗した。だが、4世の圧政には最後まで抵抗していた国であったものの、20年前に滅ぼされた。滅亡の際、最後まで残っていた5人の人間タイプ（バーババ、ブーブブ、ベーベベ、破天荒、ボーボボ）は、ボーボボとTUYOSIの手によってロケットで脱出している。この際、毛王の証「毛ンペラー」はTUYOSIからボーボボへ託されている。
実は、4世世代のマルハーゲ帝国が毛狩りを再開させたのはビビビービ・ビービビが原因であり、ビービビが手引きした毛狩り隊によって毛の王国は滅ぼされ、新・毛の王国に作り直された。

### 主要人物（旧・毛の王国）
TUYOSI（ツヨシ）
声 - 佐藤正治
誕生日は12月20日。O型。毛年齢は16歳らしい。
ボーボボの父。毛根の形の丸い部分に人の顔を嵌めたような姿をしている。
毛の王国が滅亡した日に毛王の証「毛ンペラー」をボーボボに託し死んだと思われていたが、なぜか生きていた（本人曰く、過去をちゃんと書いてないから出てきてしまったらしい）。なぜ彼が毛王の証を所持していたのかは不明。
ビービビ戦で再登場する。振り回すと「鋼鉄毛根ハンマー」として使え、さらに先端部分は引っこ抜くと「伝説の親父ソード」とよばれる剣になる。本人曰く「一石三鳥」。
毛の5兄弟（けのごきょうだい）
TUYOSIの子供である五人の兄弟。
五大毛真拳を使用することができる。
バーババとビービビは破天荒によれば「二人の悪魔」と呼ばれている。
バババーバ・バーババ
ボーボボの兄。五兄弟の長兄。
滅ぼされた毛の王国を再建したと思われていた人物。実は20年前、ボーボボによって脱出ポッドごと宇宙に追放されていたため、本編には全く登場しない。
ただし、ビービビと連絡を取れていた描写が見られる。ボーボボの処遇をビービビに任せた張本人だが、もともと争いごとに興味が無い性格だった。ボーボボに彼の打倒を依頼した当の破天荒は、てっきり戻ってきているものと勘違いしていた。
第一部の7話でボーボボが彼の名前と同じ技を使っていたが、関係は不明。
『ふわり!どんぱっち』によれば、本編世界のボーボボはバーババと戦闘に入っていることが示唆されており、「最強最悪の男」と称されている。
ビビビービ・ビービビ
ボーボボの兄。五兄弟の次兄。
兄バーババと共に毛の王国を再建した（当のバーババは、宇宙に飛ばされたため、ビービビ一人で再建した可能性がある）。
五大毛真拳の頂点に立つ真拳であるカミの毛真拳の使い手。
また、頭脳明晰でその頭脳たるや千年先を行く文明を築くほど。
ビタとミンという2人の娘がいる。
性格は凶悪で非情な卑劣漢。実の弟であるボーボボとベーベベにも全く容赦が無いが、娘たちには優しい。
実は毛の王国の人間でありながら毛狩り真拳の使い手でもあり、毛の王国の滅亡や毛狩りの再開は彼が原因である。
一度はボーボボを殺すまでに至ったものの、最期は破天荒とベーベベの手で生き返ったボーボボに敗れる。ボーボボたちに許され、とどめを刺されることはなかったものの、瀕死の状態の所をツルリーナ3世に毛玉を奪われ死亡する。
その後埋葬されたが、『真説ボボボーボ・ボーボボ』におけるツルリーナ3世消滅時、3世から抜け出した毛玉が墓の下の身体に戻り、墓の前で「ビービビ兄には負けねぇし」とベーベベが発言した瞬間に生き返り、ベーベベに「じゃあ やるか？」と返し、空を見上げてボーボボに感謝している様子があった。
ブブブーブ・ブーブブ
ボーボボの姉。五兄弟の長女で紅一点。
ワキ毛真拳の使い手。
年齢は29歳。武器は三節棍とヌンチャク。
容姿は基本的に田ボにそっくりで、違いはツリ目で服の胸元が開いている点（アニメ版での田ボの衣装）。
そのため、出番を取られると危惧した田楽マンからはひどく嫌われており、何度か裁判をしていた。
ボーボボの姉だけあってか何を考えているか全く分からず、言動や行動に当たり前のように脈絡がない。
ボーボボによると、血を見るのが大好きな超残虐な部分があり、また奈良漬の微量のアルコールでも酔うほど酒に弱い上に超酒乱であり、そうなると敵味方関係なく襲い掛かるとのこと。
なぜか首領パッチに惚れこんでおり、目がハートになったり鼻血を出したりしていた。
毛の王国の滅亡時にボーボボの作った飛ぶかすらわからないレベルの変なロケットによって脱出した後、大人になって「新・毛の王国」に戻りレジスタンス活動を始める。
破天荒に依頼しボーボボを「新・毛の王国」に呼んだ張本人。本人曰く、兄バーババたちの魔の手から逃れるためアリの巣に隠れていた。
ビービビに毛玉を砕かれて死亡したが、後に天国までボーボボたちに迎えに来てもらい生き返った（葬儀はそのまま行われており、自分自身の葬儀に参加しひと泣きしてきたらしい）。
そのまま新・毛の王国に残ったらしく、『真説ボボボーボ・ボーボボ』最終話ではビービビの墓参りをしており、毛玉が戻ったことでビービビが復活したさいはビビっていた。
ベベベーベ・ベーベベ
ボーボボの兄。五兄弟の三男。
スネ毛真拳の使い手。
年齢は28歳。
アニメに登場しているが、クレジットに名前が出なかったため声優は不明。
兄貴絶対主義の性格でプライドが高く自己中心的だが、弟思いの部分もある。また、兄弟の中では比較的にかなりまともで良識がある。
普段は前髪で顔が見えないが、その素顔は少女漫画のような可愛らしいキラキラ眼（本人はこの素顔を見られることを嫌っている）。
幼少期（本人は「ペルシャの日」と言っている）に第二のガネメと化した首領パッチによってシャム猫にされてしまう（この時、ボーボボは首領パッチに10円を渡していた）が、20年前にはその姿でもスノーボード大会で優勝した。
しかし、毛の王国の滅亡直前にハイドレートの手によって洗脳され、いつの間にか猫から人間の姿に戻り、毛の王国の滅亡時にボーボボの作ったペットボトルロケットで脱出できた後、放浪の旅を続けて大人になる。
さらにその後ハイドレートと再会、以後はハイドレートの左腕として活動していた。ボーボボとの戦いに敗れ、洗脳を解かれたとともに戦意を失う。その後、いずこかへと消えて行ってしまった。
『新・毛の王国編』では、ビービビの野望に加担しようと毛の王国に現れたが、ボーボボのせいでビービビに敵視されてしまい、否応無しにボーボボと共闘することになる。実はビービビに挑もうとするボーボボの身を案じており、敵として戦うことでボーボボを力ずくでも止めようとしていた。
その後、シゲキXら三強のスカウトを受け晴れて新・毛の王国の一員となるが、ボーボボたちと再戦する前に酒乱状態のブーブブに倒される。
その後、ボーボボたちと共にビービビと戦うことになり、殺されたボーボボを破天荒と共にハジケリスト地獄まで迎えに行って復活させた。ブーブブには苦手意識を持たれている。
そのまま新・毛の王国に残ったらしく、『真説ボボボーボ・ボーボボ』最終話ではビービビの墓参りをしている。
ボボボーボ・ボーボボ
主人公。五兄弟の末弟。
7代目鼻毛真拳伝承者。毛ンペラーの証をもつ。

破天荒（はてんこう）
ボーボボの幼なじみ。
カギ真拳の使い手。年齢は23歳。首領パッチLove。

### 鼻毛真拳関係者
軍艦（ぐんかん）
ボーボボの幼なじみ。我流鼻毛真拳の使い手。
毛の王国において一緒に師匠の元で鼻毛真拳の修行をしていた。毛の王国の住民ではない。

鼻毛道場師匠
声 - 斉藤貴美子
鼻毛道場において師匠をしているおばさん。
鼻毛真拳奥義「鼻毛分身」を使い分身することができるが、分身するとなぜかおじいさんが1人出てくる謎現象が起きる。
ボーボボは面識があるような発言とないような発言の両方をしており、関係は不明。また、毛の王国の住民であるかどうかすら不明。
師匠
声 - 服巻浩司
缶ジュースであり、ボーボボと軍艦の師匠。
ボーボボに鼻毛真拳を伝承した後、ボーボボに中身を捨てられる（アニメではワイングラスに中身を移され、飲まれた）。
毛ではないため毛の王国の住民であるかどうかは不明だが、毛の王国の人間ではないことを理由に軍艦を伝承者からは除外した。

### 用語
毛玉（けだま）
毛の王国の住民のみが持っている体の中にある球体。破壊されると持ち主は死んでしまう。そのため、毛玉が変形して逃げることもできる。死亡した際は身体が消滅してしまうが、また新たな毛に生まれ変わるという。
ブーブブやボーボボのようにがっつり破壊されれば死ぬが、取り出されるだけなら死なない。だが、ビービビの場合はなぜか取り出された段階で死んでしまった。ただし、この場合はツル・ツルリーナ3世の体内にコアが取り込まれただけであるため、ビービビの身体は残っていた模様。第2部真説72で、ビービビの取り出された毛玉が肉体に戻り、ビービビは墓の中から生き返った。
五大毛真拳（ごだいけしんけん）
毛真拳のうち、人間の代表的な5つの毛（カミの毛、ムナ毛、ワキ毛、スネ毛、鼻毛）を司る真拳。
カミの毛真拳を頂点とし、ウデ毛真拳、ワキ毛真拳、スネ毛真拳、鼻毛真拳の5つがそれに該当する。
登場した話数によって内容にブレがあり、実際にバーババが使用する真拳がムナ毛かウデ毛かどちらなのかは不明。
毛王の証・毛ンペラー（ケンペラー）
毛の王国の国王、毛王（けおう）が持つという帝王の証。
ボーボボ以前はだれが毛王であったのかは不明。
なぜかTUYOSIが所有しており、ボーボボに託された。そのためビービビがいくら探しても見つからなかった。TUYOSIからボーボボに渡したときはちゃんとした宝石のようなオブジェであったが、ビービビ戦でボーボボが取り出したときはなぜかエビフライになっており、そのまま握りつぶされてしまった。だが、ビービビは普通に毛ンペラーと認識しており、真の帝王になるために奪おうとした。

## 新・毛の王国
新・毛の王国（しん・けのおうこく）は、20年前に滅んだ毛の王国をバーババとビービビが新たに再建した国。毛の王国時代とは比べものにならないほどの近代都市だが、この国の技術はビービビが全て1人で発案・開発したもので、文明力は既に千年先をいっている。マルハーゲ帝国下で再建されたが、マルハーゲ帝国の滅亡後は世界を牛耳る宣言をした。ビービビが倒されその野望は潰えたが、ネオマルハーゲ帝国が世界を支配している1年後でも第三勢力として健在である。
害をなす侵入者を排除するのは、ビービビの信頼を買うエリート戦闘集団発毛獅子16区（はつもうししじゅうろっく）。4対4の消し合いデスマッチ決死・毛4消しバトル（ケッシー・ケシケシバトル）で迎え撃つ。特に1 - 6区は桁違いの強さを誇る。総隊長たちのほぼ全員が真拳使い。

### 主要人物（新・毛の王国）
バババーバ・バーババ
ボーボボの兄。

ビビビービ・ビービビ
ボーボボの兄。

ビタ
ビービビの娘で、ミンの姉。
ビービビとの戦いではビタ本人ではなくつけものが変装していて、本人はつけもの王国にいたはずなのだがいつの間にか普通にいた。
ミン
ビービビの娘で、ビタの妹。
ビービビの戦いでは姉とともに天の助が人質に捕っていたが、純粋な言葉で天の助を説得。

### 発毛獅志
シゲキX（シゲキエックス）
発毛獅志1区総隊長で元シゲキ帝国の支配者。
シゲキ的真拳の使い手。「シゲキ的」が口癖。
眉毛はV文字でいかにも首領パッチの偽者といった外観。子分にコシゲキがいる。さすらいの豆腐やゴイスーによれば、シゲキがゼロになった状態で放置すると死ぬらしい。
『真説』ではベーベベと共にビービビの墓参りをしていた。このときは首領パッチのような姿に戻っていた。
名前の由来はUHA味覚糖のグミキャンディー「シゲキックス」より。
3世と互角の闘いをしたが、裏切りにより敗れ、護る国を失い、100年間さまよい歩き、拾われた毛の王国で、ビビビービ・ビービビに仕えるようになった。
毛の王国の大人気アイドルで、リリースしたCDはすべてダブルミリオンセラーであった。
ボーボボたちとの戦いではコシゲキを利用してピンボールを操作していたがバレ、その後は撲殺されたり二人三脚なのに1人だったり、様々な不遇に見舞われていた。その後、首領パッチとサシで戦うも、ハジケの前に敗れてハジケ0になるが、さすらいの豆腐とゴイスーが最上階に連れていったことで声援を力に変え人型になり、ボーボボと首領パッチをX空間に閉じ込めるなど優勢だったが、空間の形を変えられて破壊され、さらにボーボボと首領パッチが融合し大人の女（横浜の純子）となり、圧倒的な力の差によって敗れ、しかも大人の女（横浜の純子）に惚れてしまった。
シゲキX（擬人化時）
ファンからの刺激的声援を力に変えることで、擬人化しパワーアップできる。
パワーアップ後はかなり短気で非情な性格となり、仲間だろうと弱い者には容赦しない。
一切ギャグはなくなり、「死劇」という言葉を使う。「シゲキ的真拳」の技もかなり強力かつまともな技に変わる。
コシゲキ
コパッチに似たシゲキXの子分たち。
ゴイスー
発毛獅志2区総隊長。名称不明だが元帝国の支配者。
バズーカ真拳の使い手。
実は軍艦の弟。真拳を使う時は軍艦と同じリーゼントになる。兄である軍監の一件が原因でボーボボに恨みを持っていた。
シゲキＸやさすらいの豆腐に比べあまり見せ場はなく、サポートに徹することが多かった。ところ天の助対さすらいの豆腐戦ではビュティが倒れていたせいもあってか突如ツッコミ役にまわった。その後は倒されるまでもなくいつのまにかいなくなっていた。
名前の由来は、「すごい」のことを業界用語で「ゴイスー」としていたことから、「すごい」ことをアピールしようと付けられた。
さすらいの豆腐（さすらいのとうふ）
発毛獅志3区総隊長にて豆腐道場師範。元プルプル帝国の支配者。
一人称は「拙者」。忍装束を着ている。天の助と同じくプルプル真拳の使い手。
その昔テニスボールになりたかったため、テニス協会にテニスボールを豆腐にするよう頼み込むが、柔らかいために脆く崩れる、日光に弱いなどの理由で却下されたという過去を持つ。
豆腐道場で一度はところ天の助と戦い勝利するが、再戦では天の助の力(壮絶な生活やとばっちりなどを集めた力)のとばっちりクロウで敗れてしまい、シゲキXに天の助ごと細切りにされ処分される（無論天の助は無事だった）。
『真説』では何の説明もなく普通に生きていて、最終話でビービビの墓参りをしていた。
極楽鳥（ごくらくちょう）
発毛獅志4区総隊長。
暗殺真拳の使い手。
ヘッポコ丸と同い年くらいの少年。ビービビの容器（いれもの）でもあり、ビービビは彼の体を借りボーボボ・首領パッチ・ベーベベと戦った。3人を大苦戦させるも最終的には敗れ、彼らを殺せなかったこととビービビの役に立てなかったことの両方の重圧により、自害するが、ボーボボからは「毛の寿命を全うしただけで、また次の毛に生え変わる」と説明され、その直後1本の毛になった。
『真説』ではさすらいの豆腐同様に普通に登場しビービビの墓参りをしていた。
ゆうこ / アイスン
発毛獅志5区総隊長。
実はバビロンの女戦士「アイスン」で、ソフトン同様バビロン真拳の使い手。
バビロンの戦士の姿は丸いアイスの顔に斜めにコーンがくっついている。また、天の助によるとアイス部分はバナナ味らしい。
関西弁で喋る（しかし、最初の台詞のみ標準語だった）。
ソフトンからバビロンの力を奪うため、真の姿（バビロンの力を捨てた姿でもある）を現わしたソフトンをバビロン地獄に葬ろうとしたが、シェル・ヤボウ共々ボーボボの鼻毛真拳究極奥義「体感☆パラダイスGAMEゾーンXサマーVer」に敗れ、逆に自分のバビロンの力がソフトンに吸収されることになった。
じごくのイルカ
発毛獅志6区総隊長。
ボーボボ読者オリジナルハジケキャラ募集のGPキャラでペロペロ真拳の使い手。
魚は生臭いので嫌い。アイスンを姉さんと呼ぶ。実力は高いのだがどこか抜けている。他の読者キャラに現実に引きずり込まれていった。
ファイン
発毛獅志7区総隊長。
微粒子真拳の使い手。
プライドが高い上に粗暴で躊躇なく仲間を手にかける残虐な性格の男。
新・毛の王国に来たボーボボたちが初めて「決死（ケッシー）・毛4消し（ケシケシ）バトル」で戦った相手。
レッドK、ブルーD、ルナーク大佐と組む。
ボーボボが真拳チェンジで手に入れたワキ毛真拳に敗れる。
その後ツルリーナ3世に敗れている(?)描写がある
ヤボウ
発毛獅志8区総隊長。
自分の昇進を第一に考える野望の男。
ゲッゲッゲと笑い、潰しあえと呟くなど腹に一物を持っているような素振りを見せることが多いが、特に何もすることなくボーボボたちに敗れた。
その後ツルリーナ3世に敗れている(?)描写がある。極楽鳥によるとブーブブと互角らしい。
ブルーD（ブルーディー）
発毛獅志9区総隊長。
モエモエ真拳の使い手。
普段は筒状のコスチュームを纏っているが、正体はメイド服の可愛い少女。
最初は風邪で欠席したと思われたがいつの間にかバトルに参戦していた。首領パッチの「弾丸（ブレッド）」に敗れる。
レッドK（レッドケー）
発毛獅志10区総隊長。
モエモエ真拳の使い手。
ブルーDと同じく筒状のコスチュームを着用し、その中身はメイド服を着た少女。
首領パッチの「生まれたておやびんバズーカ」に敗れる。
レッド、ブルーともにビュティに名前があってない、名付けたやつ出てこい！とツッコまれていた。
堕天使シェル（だてんしシェル）
発毛獅志11区総隊長。
エンジェル真拳の使い手。羽を利用した技を持つ。
天使の青年で、パーカーを来ている。
ナルシスト病を患っている。ハワイ出身。
まぐろっ子ちゃん（まぐろっこちゃん）
発毛獅志12区総隊長。
海の幸真拳の使い手。
ナイトキャップをかぶったお化けのような姿をしている。ツルリーナ3世に瞬殺された。
ルナーク大佐（ルナークたいさ）
発毛獅志13区総隊長。
イエッサー真拳の使い手。
両目に眼帯を付けている帝国軍人風の男。両目眼帯のため、ビュティから見えないだろ！とツッコまれている。
語尾に「イエッサー」を付ける癖がある。
ブーブブのワキ毛真拳奥義「トレイン・トレイン」に敗れる。その後ファインの手によって毛玉化され、（抵抗空しく）破壊されて始末される。
とっても健康マン（とってもけんこうマン） / 貧弱マン（ひんじゃくマン）
発毛獅志14区総隊長。
束縛真拳の使い手。
体中が束縛されている、仮面をつけた小柄な男。ワサビーフと共に、使い捨てキャラとして扱われ、何の活躍も無く倒された。
その正体は、作者のデビュー前のボツ原稿の主人公貧弱マンで、連載初期にも登場したことがある。
ワサビーフ・カール
発毛獅志15区総隊長。
ブヒっとね真拳の使い手。
目と口が数字になっている肥満体の青年。彼の使う真拳は戦闘では何の役にも立たず、貧弱マンと共に、見せ場なしで倒される。
チョイツヨ
発毛獅志16区総隊長。
「十得ナイフ拳」の使い手。
鎧を着た強面の男である。まぐろっ子ちゃんと共にツルリーナ3世に瞬殺された。

### ビービビ・ドッキュン決死隊
ビービビ直属の親衛隊で、新・毛の王国の門番を担っている。新・毛の王国に侵入してきたボーボボたちを迎え撃つが、鼻毛真拳バッキュン超奥義「聖鼻毛☆怪人組織嘆（ボーボボ・モンスターハウス）」に敗れる。なお、ボーボボが「鼻毛の紋章（どう見ても落書きのような絵）」を見せるまで全員ボーボボがビービビの弟であると分からなかった。
ディウス
ビービビ・ドッキュン決死隊のリーダー。
戦隊真拳の使い手。
頭に二対の角が生えた青年で配色はレッド。得意技は「レッド・ガンマスター」。敬語で話す。
名前の由来はコナミのシューティングゲーム『グラディウス』から。
ダライアソ
ビービビ・ドッキュン決死隊の一人。
戦隊真拳の使い手。
黒髪の青年で配色はブルー。得意技は「ブルーソード・ダイナソー」。
名前の由来はタイトーのシューティングゲーム『ダライアス』から。
インビー
ビービビ・ドッキュン決死隊の一人。
戦隊真拳の使い手。
配色はピンクの可愛い外見の少女。得意技は「ピンクリボン・エナジー」。英語が苦手。
名前の由来はコナミのシューティングゲーム『ツインビー』から。
カモ崎ガル平（カモざき ガルへい）
ビービビ・ドッキュン決死隊の一人。
戦隊真拳の使い手。配色はグリーン。
得意技は「グリーンカモ鍋のふた」。その名の通りカモ。隊の中で二番に弱い。
ヒヨコに負けた。背中に棘によって縛られた剣を携えているが、作中で使用することはなかった。
ピグムック
ビービビ・ドッキュン決死隊の一人。
戦隊真拳の使い手。
隊の中で一番弱い。落語好き。
毛むくじゃらの外見をしており、ボーボボたちからおはぎもどきなどと称された。その姿は首領パッチのビービビ想像図にそっくりである（そのため、首領パッチにビービビと勘違いされた）。「ドドドード・ドード首領パッチ」の名札を付けた首領パッチをビービビの親戚と勘違いした。

### 土地・建物など
毛の王国の中心部「アデラス・ゾーン」に入るためには、東西南北4エリアそれぞれにある4毛塔のキースイッチを全て押さなければならない。ボーボボによると20年前の旧・毛の王国時代から変わっていないシステムらしい。
4毛塔（しけとう）
毛の王国の中心部「アデラス・ゾーン」のロックを解除するキースイッチがある4つの塔。
南のシャンプー塔
南エリアにある。ファイン、ルナーク大佐、レッドK、ブルーDと対戦。
西のリンスー塔（渋谷区大型デパートヨコセヨ）
西エリアにある。中はデパート。階を上がるごとに様々なトラップが発動。極楽鳥、ワサビーフ、とっても健康マンと対戦。
北のコンディショナー塔
北エリアにある。ゆうこ（アイスン）、じごくのイルカ、堕天使シェル、ヤボウと対戦。
東のボディソープ塔（メチャシゲキタワー）
東エリアにある。シゲキＸ、ゴイスー、さすらいの豆腐と対戦。
西エリア
豆腐道場
さすらいの豆腐の部下の豆腐たちが修行をしている道場。西エリアの本部。
映画館
主な上映作品
- シャイニングキノコ狩りII
- リステニス

アデラス・ゾーン
毛の王国の中心部。4毛塔のそれぞれのキースイッチを押さないと入ることはできない。
モウコーン・キャッスル
アデラス・ゾーンに建つビービビの居城。
エリア不明
居酒屋のんだくれ
ボーボボたちはこの店で祝勝会を開いた。
共同墓地
日本式の墓が並んである共同墓地。ビービビの墓もここに建てられた。